# Волово
Вóлово (старо име: Долна Манастирица) е село в Северна България. То се намира в община Борово, област Русе.

## История
Старото име на селото е Долна Манастирица – вероятно от съществувалия в миналото манастир на около един километър източно от селото.
Преди Освобождението през селото е минавал главният път от Русчук през Бяла (по моста на Кольо Фичето над река Янтра) за Търново. По време на Руско-турската освободителна война 1877/78 г., в селото е пребивавал щабът на Източния отряд на Руската армия.
След Освобождението, поради слабата централна и местна власти, в гористите райони на североизточна България се разраства разбойническо движение на смесени турско-български чети. В Беленския регион по това време е върлувала такава чета под ръководството на Чолак Пехливан. Причаквали са и са ограбвали пътуващите по пътя търговци, селата и др. Местното население се организира и създава т.нар. местни милиции за самозащита. По пътя между Русчук и Бяла се поставили постове за защита от разбойниците. Такъв пост е имало между село Долна Манастирица и село Обретеник на западния склон на един дол (наричан „Чолак дере“). В една студена дъждовна есенна нощ вратата на колибата, в която се топлели до огнището постовите, с трясък се отворила, появил се Чолакът с насочена пушка и им наредил да се предадат. От дъното на колибата, обаче, изтрещяла пушка и Чолакът изревал: „Аркадашлар, удариха ме. Не ме оставяйте на гяурите.“ Започнала престрелка, но накрая разбойниците се разбягали. На другия ден Чолакът бил закаран в Бяла и предаден на властите. Говори се, че по Чолака е стрелял дядо Бельо от село Брестовица, съседно на Волово. След ликвидирането на Чолака четата му прекратява набезите си в района. Тази история е предадена в пътеписите на Константин Иречек.
При избухването на Балканската война един човек от Долна Манастирица е доброволец в Македоно-одринското опълчение.